# Grupo Editorial Vida Económica
O Grupo Editorial Vida Económica é uma editora portuguesa, sedeada na cidade do Porto, sendo responsável pela publicação de vários livros e periódicos, principalmente o jornal Vida Económica.

## Descrição e história
O jornal é editado pelo Grupo Editorial Vida Económica, tendo como principal finalidade prestar informação às empresas e aos profissionais sobre diversas áreas ligadas à economia, como as finanças, mercados e fiscalização. Além das suas publicações periódicas, o grupo também publica livros sobre o tema, e envolve-se na organização de programas de formação. Entre os livros publicados destacam-se as obras SNC - Teoria e Prática, lançado em 2010 com o apoio da Ordem dos Técnicos Oficiais de Contas, e Políticas Locais de Habitação: O papel dos Municípios no âmbito das Novas Políticas de Habitação, da autoria de Álvaro Santos, Miguel Branco-Teixeira e Paulo Valença, lançada em 2023.
Também tem sido responsável pela organização de várias conferências sobre o tema. Por exemplo, em 2016 promoveu a conferência Como a Ciência e a Tecnologia Têm Mudado o Mundo: O Impacto Económico na Universidade de Coimbra, em 2018 A Economia Portuguesa e a Indústria 4.0: O Cluster do Mar, em cooperação com a Câmara Municipal de Aveiro e outras entidades, em 2022 Crescimento e Sustentabilidade no Porto, em colaboração com a Câmara Municipal do Porto, e Crescimento e Sustentabilidade de Chaves e do Alto Tâmega, com o apoio da Câmara de Chaves. Em 2023 organizou a conferência 25 anos da Lei Geral Tributária, em conjunto com a Escola Superior de Comunicação, Administração e Turismo do Instituto Politécnico de Bragança.
A revista sucede a uma publicação anterior, o Boletim do Contribuinte, fundado em 1933. Na década de 1980 foi lançado o jornal Vida Económica, num quadro de grande crescimento para o Grupo Editorial Vida Económica, durante o qual começaram a ser editadas várias revistas especializadas, nomedamente Mercado Único, Trabalho & Segurança Social, Vida Imobiliária e Vida Judiciária, além de diversos livros profissionais.
Em meados da década de 2020 o Grupo Editoral estava a desenvolver o programa Web2economy, no sentido de melhorar e ampliar os seus serviços baseado nas inovações introduzidas pela tecnologia web 2.0, e que foi financiado por fundos comunitários. Em Março de 2023 o grupo assinou um acordo de colaboração com a Galicia Business School, sedeada na cidade espanhola de Corunha, no sentido de promover a realização de «actividades voltadas à divulgação, debate e troca de conhecimento», e facilitar o acesso por parte dos associados do Grupo Vida Económica aos mestrados e outros programas formativos daquele estabelecimento de ensino. Em 20 de Fevereiro de 2024 o grupo firmou um acordo de cooperação com o Colégio Internato dos Carvalhos.